# Burrell Township (comté d'Armstrong, Pennsylvanie)
Pour les articles homonymes, voir Burrell Township.
Burrell Township est un township, situé dans le comté d'Armstrong, en Pennsylvanie, aux États-Unis,. 
Il fait partie de l'aire urbaine de Pittsburgh. La population était de 689 habitants au recensement de 2010.

## Démographie
Lors du recensement de 2010, le township comptait une population de 689 habitants. Elle est estimée, en 2016, à 687 habitants.

### Source de la traduction
- (en) Cet article est partiellement ou en totalité issu de l’article de Wikipédia en anglais intitulé « Burrell Township, Armstrong County, Pennsylvania » (voir la liste des auteurs).